# Pokedex 3D

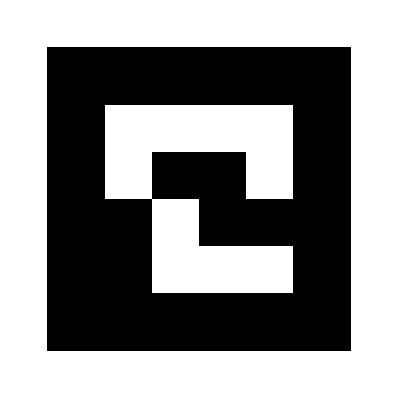
Marcador RA de Snivy

La Pokedex 3D és una aplicació descarregable per Nintendo eShop de 3DS basat en la visualització tridimensional de les noves espècies Pokémon introduïdes en la 5a generació. La funció més destacable és que mostra una gran quantitat d'informació que no es troba en el videojoc normal, com el moviment o a quin nivell o amb què evolucionen certs Pokémon. Aquesta aplicació també aprofita la possibilitat de fer servir realitat augmentada mitjançant els anomenats marcadors RA.